# What's Another Year
Chansons représentant l'Irlande au Concours Eurovision de la chanson
Happy Man
(1979) Horoscopes
(1981)
Chansons ayant remporté le Concours Eurovision de la chanson
 Hallelujah
(1979)  Making Your Mind Up
(1981)
What's Another Year (« Qu'est-ce qu'une autre année ») est la chanson gagnante du Concours Eurovision de la chanson 1980, interprétée par le chanteur irlando-australien Johnny Logan. C'est la seconde victoire de l'Irlande à l'Eurovision et la première fois que Johnny Logan remporte le concours, qu'il remportera à nouveau en 1987.
Johnny Logan a également enregistré la chanson en allemand (Was ist schon ein Jahr) et en espagnol (¿Qué es un año más?).

## À l'Eurovision
La chanson irlandaise pour le Concours Eurovision de la chanson 1980 a été sélectionnée lors d'une finale nationale organisée par le radiodiffuseur irlandais Raidió Teilifís Éireann (RTÉ).
Elle est intégralement interprétée en anglais, langue nationale, comme l'impose la règle entre 1976 et 1999. L'orchestre est dirigé par Noel Kelehan.
What's Another Year est la dix-septième chanson interprétée lors du concours après Hé, hé m'sieurs dames de Profil représentant la France et avant Quédate esta noche (en) de Trigo Limpio représentant l'Espagne. Le titre se classe, à la fin du vote, 1re sur 19 chansons, après avoir reçu 143 points.

## Liste des titres
Singles de Johnny Logan
Angela
(1979) In London (en)
(1980)
| A1. | What's Another Year | Shay Healy (en) | Shay Healy | 3:08 |
| B1. | One Night Stand     | Shay Healy      | Shay Healy | 3:52 |

## Classements

### Classements hebdomadaires
| Classement (1980)                      | Meilleure position |
| -------------------------------------- | ------------------ |
| Allemagne (Media Control AG)           | 2                  |
| Autriche (Ö3 Austria Top 40)           | 5                  |
| Belgique (Flandre Ultratop 50 Singles) | 1                  |
| France (IFOP)                          | 5                  |
| Irlande (IRMA)                         | 1                  |
| Norvège (VG-lista)                     | 1                  |
| Pays-Bas (Nederlandse Top 40)          | 3                  |
| Pays-Bas (Single Top 100)              | 6                  |
| Royaume-Uni (UK Singles Chart)         | 1                  |
| Suède (Sverigetopplistan)              | 1                  |
| Suisse (Schweizer Hitparade)           | 2                  |

### Classements de fin d'année
| Classement de fin d'année (1980) | Meilleure position |
| -------------------------------- | ------------------ |
| Autriche (Ö3 Austria Top 40)     | 17                 |
| Suisse (Schweizer Hitparade)     | 20                 |